# Казанова Федерико Феллини
«Казано́ва Федери́ко Фелли́ни» (итал. «Il Casanova di Federico Fellini») — кинофильм, снятый итальянским режиссёром Федерико Феллини в 1976 году. Премия «Оскар» за лучшую работу художника по костюмам.

## Сюжет
Повествование  ведётся в форме воспоминаний постаревшего Казановы о днях молодости. История Джакомо Казановы — это бесконечная череда случайных связей, бурных и странных романов, соблазнённых и покинутых женщин в разных городах Европы. Половая связь с малокровной больной девственницей возвращает её к жизни. В другой сцене Казанова разыгрывает сцену соблазнения монашки перед богатым вуайеристом. Следующий эпизод — любовный поединок, где Казанова опережает молодого соперника по количеству оргазмов, вызванных у женщины за одно соитие.
Все эти пёстрые мимолётные воспоминания выглядят как поиск несбыточного женского идеала. И в конце повествования Казанова — то ли в грёзах, то ли наяву — находит то, что он так долго искал. Это бездушная кукла, манекен, с которой Казанова кружится в последнем танце.

## История создания
В основу сюжета фильма легла автобиография Джакомо Казановы «История моей жизни» (итал. «Storia della mia vita»).
Фильм «Казанова Федерико Феллини» — вольное переосмысление мемуаров знаменитого авантюриста XVIII века — вызвал некоторое разочарование у части критиков и зрителей, то ли недовольных трактовкой образа Казановы, то ли подавленных избыточным буйством фантазии гения режиссуры.
Феллини с явной неохотой взялся за эту постановку и позже признавался, что Казанова вызывает у него отвращение, а мемуары «знаменитого любовника» кажутся телефонной книгой.

## В ролях
- Дональд Сазерленд — Казанова
- Тина Омон — Генриетта
- Сисели Браун — мадам д’Урфе
- Кармен Скарпитта — мадам Шарпильон
- Клара Альгранти — Марколина
- Даниэла Гатти — Гизельда
- Адель Анджела Лоджодиче — Розальба, механическая кукла
- Джон Карлсен — лорд Талу
- Дэниэл Эмилфорк Беренстайн — маркиз Дю Буа
- Маргарет Клементи — сестра Маддалена
- Олимпия Карлизи — Изабелла
- Луиджи Зербинати — Папа Римский
- Дадли Саттон — Герцог Вюртембергский
- Сэнди Аллен — Ангелина

## Мнения о фильме
Фильм получил благосклонные отзывы критиков и прессы: так, британская Guardian без преувеличения называет фильм шедевром.

## Награды и премии
- 1977 — «Оскар»
  - Победитель в номинации «Лучшая работа художника по костюмам» (Данило Донати)
  - Номинация — «Лучший сценарий на основе литературного произведения» (Федерико Феллини, Бернардино Заппони)
- 1977 — премия «Давид ди Донателло»
  - Победитель в номинации лучшая музыка к фильму (композитор Нино Рота)
- 1978 — BAFTA
  - Победитель — Лучший дизайн костюмов (Данило Донати)
  - Победитель — Лучшая работа художника-постановщика (Данило Донати, Федерико Феллини)
  - Номинация — Лучшая работа оператора (Джузеппе Ротуно)